# Timboektoe (televisieprogramma)
Timboektoe is een Nederlandse tv-quiz gepresenteerd door Victor Reinier.

## Omschrijving
Hierbij gaat het om een topografisch spel waarin twee teams van twee mensen met elkaar de strijd aangaan. De computer bepaalt welk team mag beginnen. Dit team krijgt eerste keus uit drie grote plaatsen in Nederland. Eén van de twee van het team wordt geblinddoekt en moet met behulp van een draaiende globe zo dicht mogelijk bij de plaats van hun keuze zien te komen. Het andere teamlid mag door middel van naar links, rechts, boven en beneden aanwijzingen geven. De tijd die ze hiervoor krijgen, is beperkt. Het aantal kilometers dat ze eindigen van de plaats van keuze komt op hun scorebord te staan. Vervolgens is het andere team aan de beurt; zij hebben keuze uit de twee overgebleven steden.

## Opzet
Het spel bestaat uit vijf ronden:
- Ronde 1: Grote stad in Nederland
- Ronde 2: Dorp in Nederland
- Ronde 3: Attractie/monument in Nederland
- Ronde 4: Grote stad in Europa
- Ronde 5: Grote stad in Wereld

## Seizoen (2010)
| Aflevering | Datum             | Kandidaten                                                                 |
| ---------- | ----------------- | -------------------------------------------------------------------------- |
| 1          | 30 augustus 2010  | Horace Cohen, Jeremy Sno, Rob Geus & Vivienne van den Assem                |
| 2          | 31 augustus 2010  | Jochem van Gelder, Rick van Velthuysen & zonen                             |
| 3          | 1 september 2010  | Albert West, Anny Schilder, Jan Keizer & Leo Driessen                      |
| 4          | 2 september 2010  | Annette Barlo, Anousha Nzume, Erik van der Hoff & Peter Veenhoven          |
| 5          | 3 september 2010  | Julius Jaspers, Robert Kranenborg, Rudolph van Veen & Stella Gommans       |
| 6          | 6 september 2010  | Monique Smit, Do, Kelly ter Horst & Jenny Smit                             |
| 7          | 7 september 2010  | Dennis van der Geest, Rik Wieringa, Teun de Nooijer & Wouter Jolie         |
| 8          | 8 september 2010  | Alexandra Alphenaar, Bas Muijs, Inge Ipenburg & Charly Luske               |
| 9          | 9 september 2010  | Bonnie St. Claire, Henk Westbroek, Eugene von der Oelsnitz & Harry Slinger |
| 10         | 10 september 2010 | Mari van de Ven, Marlies Meeuwsen, Mike Dobbinga & Paulien Huizinga        |
| 11         | 13 september 2010 | Frans Duijts, Lee Towers, Marc Canto & Neal van Hoff                       |
| 12         | 14 september 2010 | Faysal Badda, Joris Putman, Koert-Jan de Bruijn & Suzanne de Jong          |
| 13         | 15 september 2010 | Madeleine van Beusekom, Karen Venhuizen, Co Stompé & zoon                  |
| 14         | 16 september 2010 | Lars Oostveen, Maik de Boer, Miryanna van Reeden & Thijs Willekes          |
| 15         | 17 september 2010 |                                                                            |
| 16         | 20 september 2010 | Danny Froger, Fleur Mignon, Jody Bernal & Wesley Klein                     |
| 17         | 21 september 2010 | Edward Jan Stutterheim, Gigi Ravelli, Jeroen Zwolfs & Mark van Eeuwen      |
| 18         | 22 september 2010 | Grad Damen                                                                 |
| 19         | 23 september 2010 | Boris van der Ham, Frits Huffnagel, Marietje Schaake & Mark Verheyen       |
| 20         | 24 september 2010 | Antje Monteiro, Ferry Gerritsen, Sita Vermeulen & Tony Neef                |